# Místodržitelství a delegace Řádu Božího hrobu
Rytířský řád Božího hrobu jeruzalémského je organizačně rozčleněn do národních místodržitelství, popř. tzv. magistrálních delegací (pro ty státy, kde ještě není dostatečný počet členů). V čele stojí místodržící nebo magistrální delegát, každá jednotka má svého velkopřevora, jímž je většinou některý z biskupů dané oblastí. Místodržitelství nebo magistrální delegace se dále mohou dělit na sekce (někde zvané provincie), a ty dále na místní delegace (někde zvané komendy; místní delegace ovšem mohou být i přímo závislé na místodržitelství nebo magistrální delegaci). V současné době se ve světě nachází následující místodržitelství a delegace.

## Místodržitelství a delegace Řádu Božího hrobu v Evropě
- Anglie a Wales (od 1954) – místodržící: Michael David Byrne; velkopřevor: arcibiskup John Wilson
- Belgie (od 1926) – místodržící: Damien de Laminne de Bex; velkopřevor: biskup Guy Harpigny
- Česko (od 2015 magistrální delegace, 2024 místodržitelství) – místodržící: Tomáš Parma; velkopřevor: arcibiskup Jan Graubner
- Finsko – místodržící: Mikael Paul; velkopřevor: biskup Raimo Goyarrola
- Francie (od 1932) – místodržící: Christian Piotre; velkopřevor: arcibiskup Bernard-Nicolas Aubertin
- Gibraltar – místodržící: John A. Gaggero; velkopřevor: biskup Carmelo Zammit
- Chorvatsko (od 2025 místodržitelství) – místodržící: Claude Grbeša; velkopřevor: arcibiskup Josip Bozanić
- Irsko (od 1986) – místodržící: Peter F. Durnin; velkopřevor: kardinál Seán Brady
- Itálie (od 1930):
  - Střední Itálie – místodržící: Anna Maria Munzi Iacoboni; velkopřevor: biskup Lino Fumagalli
  - Střední apeninská Itálie – místodržící: Giuseppe Michele Marrani; velkopřevor: biskup Fausto Tardelli
  - Jižní jadranská Itálie – místodržící: Ferdinando Parente; velkopřevor: arcibiskup Giuseppe Satriano
  - Jižní tyrhénská Itálie – místodržící: Giovanni Battista Rossi; velkopřevor: arcibiskup Beniamino Depalma
  - Itálie – Sardinie – místodržící: Marco Cantori; velkopřevor: arcibiskup Giuseppe Baturi
  - Severní Itálie (od 1967) - místodržící: Angelo Domenico dell’Oro; velkopřevor: biskup Maurizio Malvestiti
  - Itálie – Sicílie (od 1981) – místodržící: Maurizio Russo; velkopřevor: kardinál Paolo Romeo
- Lotyšsko – magistrální delegát: Janis Smelters; velkopřevor: arcibiskup Zbigņevs Stankevičs
- Lucembursko (od 1993) – místodržící: Jacques Klein; velkopřevor: arcibiskup Fernand Franck
- Maďarsko (od 1998) – místodržící: Béla Jungbert; velkopřevor: kardinál Péter Erdő
- Malta (od 1996 magistrální delegace, od 2000 místodržitelství) – místodržící: Roberto Buontempo; velkopřevor: arcibiskup Charles Scicluna
- Monako – místodržící: Hubert Perrin; velkopřevor: arcibiskup Dominique-Marie David
- Německo (od 1932) – místodržící: Michael Schnieders; velkopřevor: kardinál Reinhard Marx
- Nizozemsko – místodržící:  Thomas Wilhelmus Krapels; velkopřevor: biskup Cornelius Franciscus van den Hout
- Norsko (od 2024 místodržitelství) – místodržící: Huan Ngoc Nguyen; velkopřevor: biskup Bernt Ivar Eidsvig
- Polsko (od 1995) – místodržící: Andrzej Sznajder; velkopřevor: kardinál Kazimierz Nycz
- Portugalsko (od 1930) – místodržící: Bartolomeu Nuno de Guanilho da Costa Cabral; velkopřevor: kardinál Manuel José Macário do Nascimento Clemente
- Rakousko (od 1954) – místodržící: Werner Johler; velkopřevor: arcibiskup Franz Lackner.
- Rusko (od 2010, 2020 místodržitelství) – místodržící: Yaroslav Ternovskiy; velkopřevor: arcibiskup Paolo Pezzi
- Skotsko (od 1989) – místodržící: Brigadier Joseph d’Inverno; velkopřevor: arcibiskup Leo Cushley
- Slovensko (od 2024) - magistrální delegát: Miroslav Gieci; velkopřevor: arcibiskup Ján Orosch
- Slovinsko (od 2001 magistrální delegace, od 2004 místodržitelství) – místodržící: Mihael Vrhunec; velkopřevor: arcibiskup Stanislav Zore
- Španělsko:velkopřevor
  - Východní Španělsko – místodržící: Juan Carlos de Balle y Comas; velkopřevor: kardinál Lluís Martínez Sistach
  - Západní Španělsko – místodržící: José Carlos Sanjuán y Monforte; velkopřevor: biskup Francisco César García Magán
- Švédsko – Dánsko (Švédsko od 2003, roku 2017 spojeno s Dánskem) – místodržící: Joergen Boesen; velkopřevor: biskup Czesław Kozon
- Švýcarsko a Lichtenštejnsko (od 1950) – místodržící: Donata Maria Krethlow-Benziger; velkopřevor: biskup Charles Morerod

## Místodržitelství a delegace Řádu Božího hrobu v Severní a Střední Americe
- Kanada:
  - Kanada-Atlantic (od 1999) – místodržící: William Charles Peter Sweet; velkopřevor: arcibiskup Brian Joseph Dunn
  - Kanada-Montréal (od 1926) – místodržící: Luc Harvey; velkopřevor: arcibiskup Christian Lépine
  - Kanada-Québec – místodržící: Claude Saucier; velkopřevor: kardinál Gérald Cyprien Lacroix
  - Kanada-Toronto – místodržící: Colin Francis Saldanha; velkopřevor: kardinál Thomas Christopher Collins
  - Kanada-Vancouver (od 1997) – místodržící: Marilyn Lisa Martin; velkopřevor: arcibiskup John Michael Miller
- Mexiko – místodržitel: Guillermo Macías Graue; velkopřevor: kardinál Carlos Aguiar Retes
- Portoriko (od 1982) – místodržící: José A. Frontera Agenjo; velkopřevor: biskup Rubén Antonio González Medina
- Spojené státy americké (od 1926) :
  - USA-Východ (od 1940) – místodržící: Victoria L. Downey; velkopřevor: kardinál Timothy Dolan
  - USA-Střední Atlantik (od 1993) – místodržící: Valencia Yvonne Camp; velkopřevor: arcibiskup William Edward Lori
  - USA-Střední Sever (od 1986) – místodržící: Thomas M. Olejniczak; velkopřevor: kardinál Blase Joseph Cupich
  - USA-Severovýchod (od 1981) – místodržící: Gerard J. Foley; velkopřevor: kardinál Seán Patrick O'Malley
  - USA-Severozápad (od 1993) – místodržící: Donald Damian Harmata; velkopřevor: arcibiskup Jaime Soto
  - USA-Sever (od 1965) – místodržící: Shawn Timothy Cleary; velkopřevor: arcibiskup Joseph Fred Naumann
  - USA-Jihovýchod (od 1986) – místodržící: Joseph A. Marino; velkopřevor: arcibiskup Gregory Michael Aymond
  - USA-Jihozápad (od 1986) – místodržící: Lois Katharine Folger; velkopřevor: kardinál Daniel Nicholas DiNardo
  - USA-Západ (od 1973) – místodržící: Margaret A. Romano; velkopřevor: arcibiskup José Horacio Gómez

## Místodržitelství a delegace Řádu Božího hrobu v Jižní Americe
- Argentina – místodržící: Gustavo Arigos Calderon; velkopřevor: arcibiskup Héctor Rubén Aguer
- Brazílie:
  - Brazílie – Rio de Janeiro – místodržící: Almerinda Vilela dos Reis da Costa Mendes; velkopřevor: kardinál Orani João Tempesta
  - Brazílie – São Paulo – místodržící: Manuel R. Tavares de Almeida Filho; velkopřevor: kardinál Odilo Pedro Scherer
- Dominikánská republika (od 2024 magistrální delegace) – magistrální delegátka: Juana Josefina Domínguez de Jesús; velkopřevor: Francisco Ozoria Acosta
- Kolumbie – místodržící: Camilo Manrique Santamaría; velkopřevor: arcibiskup Luis José Rueda Aparicio
- Venezuela – místodržící: Ramón Eduardo Tello; velkopřevor: -

## Místodržitelství a delegace Řádu Božího hrobu v Austrálii a Oceánii
- Austrálie:
  - Austrálie-Jižní Austrálie (od 2003) – místodržící: Phillip R. Donato; velkopřevor: Patrick Michael O'Regan
  - Austrálie-New South Wales (od 1995) – místodržící: Justice François Kunc; velkopřevor: arcibiskup Anthony Colin Fisher
  - Austrálie-Queensland (od 1997) – místodržící: Monica Thomson; velkopřevor: arcibiskup Mark Coleridge
  - Austrálie-Victoria (od 1995) – místodržící: Agnes Patricia Sheehan (od 1.5.2023 Kevin Christopher Bailey); velkopřevor: arcibiskup Peter Andrew Comensoli
  - Austrálie-Západní Austrálie (od 2003) – místodržící:  Kevin Susai; velkopřevor: arcibiskup Timothy Costelloe
- Guam (od 2012) – magistrální delegát: Rodney J. Jacob; velkopřevor: arcibiskup Michael Jude Byrnes
- Nový Zéland (od 2015) – magistrální delegát: Carleen Anne Blucher; velkopřevor: biskup Stephen Marmion Lowe

## Místodržitelství a delegace Řádu Božího hrobu v Asii
- Filipíny – místodržící: Jose L. Cuisia Jr.; velkopřevor: kardinál Jose Fuerte Advincula
- Malajsie-Penang (místodržitelství od 2024, před tím součást místodržitelství západní Autrálie) - místodržící: John Luis Shian Liang Cen; velkopřevor: kardinál Sebastian Francis
- Tchaj-wan – místodržící: Joseph Gwochian Lee; velkopřevor: arcibiskup Thomas Chung An-Zu

## Místodržitelství a delegace Řádu Božího hrobu v Africe
- Jihoafrická republika (2015) – magistrální delegát: Juan Luis Cabral; velkopřevor: biskup Stephen Brislin